# Aït Iaâza
Ait Iaâza (en tifinagh : ⴰⵢⵜ ⵢⵄⵣⴰ, en arabe : آَيْت يَعْزَا) est une ville du Maroc. Elle est située dans la région de Souss-Massa.
Mohamed Ait Outbib

## Sport
La ville dispose d'un club de football féminin, le Raja Ait Iazza, qui évolue en Botola 1, l'élite du football marocain.